# (18520) Wolfratshausen
(18520) Wolfratshausen ist ein Asteroid des Hauptgürtels, der am 6. November 1996 vom japanischen Amateurastronomen Naoto Satō an seinem privaten Observatorium (IAU-Code 369) in Chichibu entdeckt wurde.
Der Asteroid wurde am 26. Juli 2010 nach der Stadt Wolfratshausen in Oberbayern benannt, und ihr durch ihre japanischen Partnerstadt Iruma anlässlich der Feierlichkeiten zu 50 Jahre Stadterhebung „geschenkt“.